# Musculus styloglossus
Der Musculus styloglossus ist ein Skelettmuskel und gehört zu den äußeren Muskeln der Zunge. Er entspringt am Processus styloideus des Schläfenbeins und Ligamentum stylomandibulare, bei Tieren am Stylohyoid des Zungenbeins. Er zieht Richtung Zunge und schiebt sich dabei zwischen innere und äußere Halsschlagader. Der Muskel strahlt fächerförmig in die Zunge ein. Versorgt wird er von der Arteria lingualis.
Er zieht die Zunge nach hinten, bei einseitiger Kontraktion bewegt er die Zungenspitze zur Seite. Im Zusammenspiel mit den anderen Muskeln ist er wichtig für das Schlucken, Sprechen und Saugen. Durch die Zungenmuskeln werden die Zungenlaute (Linguale) gebildet.